# Erich Franzke
Erich Karl Rudolf Franzke, född den 31 oktober 1927 i Wien, död 10 november 2015 i Växjö, var en österrikisk läkare, sedan 1959 verksam i Sverige, specialist i psykosomatisk medicin och psykoterapi. 
Efter läkarexamen (Dr. med. univ. 1952) vid Universitetet i Wien, praktik i allmän medicin och som militärläkare under två år i Österrike kom Franzke att rekryteras till tjänstgöring som kirurg, allmänläkare och psykiater i Kristinehamn, Marieberg, Östhammar och Falköping. Han erhöll svensk specialistkompetens i psykiatri 1965. Under sin tid som vetenskaplig assistent vid avdelningen för psykosomatik, medicinska universitetskliniken vid Universitetet i Freiburg (1965-1968), genomgick Franzke sin utbildning i psykosomatik, psykoterapi och psykoanalys. Han erbjöds tjänst som överläkare för psykoterapi och personalfortbildning vid Sankt Sigfrids sjukhus i Växjö.

Under chefsläkare Terje Fokstuens initiativ fick Franzke ansvar för förmedlingen av psykoterapi och utvecklade dess praxis i psykiatrin inom Kronobergs läns landsting. Franzke ledde från 1968 till sin pension 1992 och fram till 2003 vidareutbildningskurserna i psykoterapi för läkare, psykologer och vårdpersonal inom Landstinget i Kronobergs regi och verkade för införandet av särskilda psykoterapeuttjänster (1969). Kurserna som organiserades varje termin blev under Franzkes ledning en arena för diskussion om nya terapiformer där flera internationellt kända gästföreläsare framträdde, däribland Manfred Bleuler, Raymond Battegay och Raoul Schindler. Franzke var en tidig förespråkare för kreativa och konstnärliga inslag i den terapeutiska metodarsenalen, en tanke som han utvecklar i sitt författarskap.

Franzkes författarskap inom psykoterapi är till övervägande del publicerat på tyska och mest känt i Tyskland, Österrike och Schweiz. Hans insatser för att integrera konstnärligt skapande och kreativa gestaltningsformer (till exempel psykodrama, dockspel och sagogestaltning) i samband med psykoterapins eklektiska metoder har uppmärksammats i professionella kretsar i kontinentala Europa.

I Sverige har Franzke varit handledare vid barnpsykiatriska kliniken i Malmö, Lunds universitet. Han har lett vidareutbildningar i gruppsykoterapi, till exempel psykoanalytisk gruppterapi i Lund 1970-1992, och är aktiv internationellt som inbjuden gästföreläsare vid konferenser i sina ämnen. I Franciskanerklostret vid Bolsenasjön i Italien har Franzke under senare år (2010 och 2011) hållit sommarseminarier med handledd vidareutbildning i konstterapeutiska metoder. Vid fackkonferens om gestaltningprocesser i terapi och annan rådgivning (2011) medverkade han med ett föredrag i Europahaus Wien om bärkraftiga relationer mellan klient och terapeut.

## Publikationer

### Böcker
- (1977) Der Mensch und sein Gestaltungserleben. Huber, Bern, (3:e upplaga, 1989).
- (1985) Märchen und Märchenspiel in der Psychotherapie. Huber, Bern.
- (1991) Zuviel des Guten, Zu wenig des Nötigen? Balance von Ich-Stützung und Ich-Stärkung in der Psychotherapie. Huber, Bern.

### Kapitel i antologier
- (1998) Psychotherapie und Kreativität, sidorna 117-135. I: Sedlak, F. & Gerber, G. (utgivare): Dimensionen integrativer Psychotherapie. Facultas Universitätsverlag, Wien.
- (1978) das Psykodrama als Gestaltungstherapeutisches Verfahren in einer analytisch orientierter Psychosomatischen Klinik. I: Petzold, Hilarion: Angewandtes Psychodrama. Jungfermann Verlag, Paderborn.
- (1975) Gestaltungstherapie im Rahmen klinischer Psychotherapie. I: Hau, T.F.: Klinische Psychotherapie in ihren Grundzügen. Hippokrates, Stuttgart.